# Omar Carabalí
Gabriel Omar Carabalí Quiñónez (Guayaquil, Ecuador, 12 de junio de 1997) es un futbolista profesional ecuatoriano nacionalizado chileno que se desempeña como guardameta en O'Higgins de la Primera División de Chile.
Es hijo del exfutbolista Wilson Carabalí.

## Trayectoria
Inició su carrera deportiva en el año 2010, siendo elegido en dos oportunidades mejor arquero de Guayaquil en el Torneo Interbarrial de Fútbol. Luego se incorporó a la sub-17 de Independiente del Valle en el año 2012.
En 2013 se une a las inferiores de Colo-Colo, jugando por la sub-17 y sub-19. En 2015 es promovido al plantel profesional como tercer arquero.
En enero de 2020 es enviado a préstamo a San Luis de Quillota.
En enero de 2021 vuelve a Colo-Colo. tras no lograr consolidarse en el arco albo, en diciembre de 2022 es anunciada una nueva cesión, esta vez a Unión La Calera de la Primera división chilena. A fines de la temporada 2023, regresa a Colo-Colo.

## Selección nacional

### Categorías inferiores - Ecuador
Fue nominado por la selección ecuatoriana para el Sudamericano sub-20 de 2017 y el Mundial sub-20 de Corea del Sur, pero no participó en ningún partido.

#### Participaciones en Sudamericanos
| Campeonato                  | Sede    | Resultado  | Partidos | Goles |
| --------------------------- | ------- | ---------- | -------- | ----- |
| Sudamericano Sub-20 de 2017 | Ecuador | Subcampeón | 0        | 0     |

#### Participaciones en Copas del Mundo
| Campeonato                  | Sede          | Resultado      | Partidos | Goles |
| --------------------------- | ------------- | -------------- | -------- | ----- |
| Copa Mundial Sub-20 de 2017 | Corea del Sur | Fase de grupos | 0        | 0     |

### Categorías inferiores - Chile

#### Participaciones en Sudamericanos
| Campeonato                              | Sede     | Resultado    | Partidos | Goles |
| --------------------------------------- | -------- | ------------ | -------- | ----- |
| Preolímpico Sudamericano Sub-23 de 2020 | Colombia | Primera fase | 4        | 0     |

### Selección absoluta - Chile
A mediados de 2019 obtuvo la nacionalidad chilena, y fue nominado para la selección sub-23. Tuvo nominaciones a microciclos y a las 4 primeras fechas de las eliminatorias de la CONMEBOL para la Copa del Mundo, por la selección chilena. Estuvo cerca de entrar en el partido de la 2.ª fecha entre Chile y Colombia, debido a una falta sobre Brayan Cortés, hizo el calentamiento pre competitivo, pero no ingresa al recuperarse el portero titular.

#### Participaciones en Clasificatorias a Copas del Mundo
| Eliminatorias            | País  | Resultado | Posición | Partidos | Goles |
| ------------------------ | ----- | --------- | -------- | -------- | ----- |
| Eliminatorias Catar 2022 | Catar | Eliminado | 7°       | 0        | 0     |

## Estadísticas

### Clubes
| Club                    | Div           | Temporada     | Liga  | Liga  | Copas nacionales | Copas nacionales | Torneos internacionales | Torneos internacionales | Total | Total |
| Club                    | Div           | Temporada     | Part. | Goles | Part.            | Goles            | Part.                   | Goles                   | Part. | Goles |
| ----------------------- | ------------- | ------------- | ----- | ----- | ---------------- | ---------------- | ----------------------- | ----------------------- | ----- | ----- |
| San Luis · Chile        | 2.ª           | 2020          | 16    | -20   | —                | —                | —                       | —                       | 16    | -20   |
| San Luis · Chile        | Total club    | Total club    | 16    | -20   | 0                | 0                | 0                       | 0                       | 16    | -20   |
| Colo Colo · Chile       | 1.ª           | 2021          | 4     | -1    | —                | —                | —                       | —                       | 4     | -1    |
| Colo Colo · Chile       | 1.ª           | 2022          | —     | —     | —                | —                | —                       | —                       | 0     | 0     |
| Colo Colo · Chile       | Total club    | Total club    | 4     | -1    | 0                | 0                | 0                       | 0                       | 4     | -1    |
| Unión La Calera · Chile | 1.ª           | 2023          | 7     | -6    | 0                | 0                | —                       | —                       | 7     | -6    |
| Unión La Calera · Chile | Total club    | Total club    | 0     | 0     | 0                | 0                | 0                       | 0                       | 0     | 0     |
| Total carrera           | Total carrera | Total carrera | 20    | -21   | 0                | 0                | 0                       | 0                       | 20    | -21   |

### Selecciones
| Selección      | Temporada     | Amistosos | Amistosos | Sudamérica | Sudamérica | Mundial | Mundial | Total | Total |
| Selección      | Temporada     | Part.     | Goles     | Part.      | Goles      | Part.   | Goles   | Part. | Goles |
| -------------- | ------------- | --------- | --------- | ---------- | ---------- | ------- | ------- | ----- | ----- |
| Sub-23 · Chile | 2020          | 4         | -2        | —          | —          | —       | —       | 4     | -2    |
| Sub-23 · Chile | Total         | 4         | -2        | 0          | 0          | 0       | 0       | 4     | -2    |
| Total carrera  | Total carrera | 4         | -2        | 0          | 0          | 0       | 0       | 4     | -2    |

## Palmarés

### Campeonatos nacionales
| Título             | Club             | País  | Año    |
| ------------------ | ---------------- | ----- | ------ |
| Supercopa de Chile | C.S.D. Colo-Colo | Chile | 2017   |
| Primera División   | C.S.D. Colo-Colo | Chile | 2017-T |
| Supercopa de Chile | C.S.D. Colo-Colo | Chile | 2018   |
| Copa Chile         | C.S.D. Colo-Colo | Chile | 2019   |
| Copa Chile         | C.S.D. Colo-Colo | Chile | 2021   |
| Supercopa de Chile | C.S.D. Colo-Colo | Chile | 2022   |
| Primera División   | C.S.D. Colo-Colo | Chile | 2022   |